# Sherington
Sherington – wieś w Anglii, w hrabstwie ceremonialnym Buckinghamshire, w dystrykcie (unitary authority) Milton Keynes. Leży 78 km na północny zachód od centrum Londynu.